# 38e régiment d'infanterie (France)
Pour les articles homonymes, voir 38e régiment d'infanterie.
Le 38e régiment d'infanterie (38e RI) est un régiment d'infanterie de l'Armée de terre française créé sous la Révolution à partir du régiment de Dauphiné, un régiment français d'Ancien Régime.

## Création et différentes dénominations
- 1er janvier 1791 : Tous les régiments prennent un nom composé du nom de leur arme avec un numéro d’ordre donné selon leur ancienneté. Le régiment de Dauphiné devient le 38e régiment d'infanterie de ligne ci-devant Dauphiné.
- 1793 : Amalgamé il prend le nom de 38e demi-brigade de première formation
- 1796 : Création de la 38e demi-brigade de deuxième formation
- 1803 : Le 38e régiment d'infanterie n'a pas été formé, le no 38 est resté vacant
- 11 août 1815 : création de la légion de Seine et Oise
- 1820 : La légion de Seine et Oise est renommée 38e régiment d'infanterie de ligne.
- 1887 : Renommé 38e régiment d'infanterie
- 1914 : À la mobilisation, il donne naissance au 238e régiment d'infanterie

## Colonels / Chefs de brigade
- 23 novembre 1791 : Charles Le Bœuf[Note 1]
- 13 mai 1792 : Charles Philibert de La Cour de La Gardiolle[Note 2]
- 1794 : chef de brigade Benigne Louis Dussaussay
- 1795 : chef de brigade Fabus
- 1795 : chef de brigade Marie Guillaume Daumas
- 1800 : chef de brigade Jean-Joseph Gauthier
- De 1803 à 1815, le 38e régiment d'infanterie n'est pas formé.
- 1816 : colonel de Juigné
- 1819 : colonel Jean Louis Désiré de Boisdavid[Note 3]
- 1821 : colonel Pierre Pignet
- 1822 : colonel Charles Louis Prosper de Chérisey[Note 4]
- 1829 : colonel Théodore Philippe Louis du Rocheret
- 1835 : colonel Jean Alexandre Valleton de Garraube
- 1840 : colonel E de Bruno
- 1844 : colonel Jean-Baptiste Bergounhe
- 1846 : colonel E Herbillon
- 1846 : colonel J. de Barral
- 1850 : colonel Grandchamp
- 1854 : colonel F. Lardier
- 1858 : colonel P de Goldberg
- 1869 : colonel C. Minot
- 25 novembre 1870 : colonel François Auguste Logerot
- 1871 : colonel M. Tartrat
- 1871 : colonel A. Biadelli
- 1871 : colonel Jean-Baptiste Baille
- 1876 : colonel P. Pereira
- 1882 : colonel J. Martenot
- 1883 : colonel E. Bérenger
- 1888 : colonel L. du Chouchet
- 1894 : colonel J. Brunet
- 1896 : colonel P. Bugnet
- 1898 : colonel G. d'Aubigny
- ? 1914- 17 septembre 1914 : lieutenant-colonel Jean Léon Doumenjou[Note 5].
- novembre 1914 : colonel Joba
- février 1915 : lieutenant colonel Augier

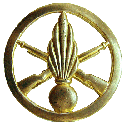
Insigne de béret de l'infanterie.

- 1939 : colonel Louis Grélot

## Historique des garnisons, combats et batailles du38eRI

### 38erégiment d'infanterie de ligneci-devant Dauphiné (1791-1795)

#### Guerres de la Révolution et de l'Empire
L'ordonnance du 1er janvier 1791 fait disparaître les diverses dénominations, et les corps d'infanterie ne sont désormais plus désignés que par le numéro du rang qu'ils occupaient entre eux. Ainsi, 101 régiments sont renommés. Les régiments sont toutefois largement désignés avec le terme ci-devant, comme 38e régiment d'infanterie ci-devant Dauphiné.

Chaque régiment n'eut plus qu'un drapeau aux couleurs rouge, blanc et bleu, ayant d'un côté cette inscription : Obéissance à la Loi et de l'autre le numéro du régiment et les noms des actions éclatantes où il s'était trouvé.

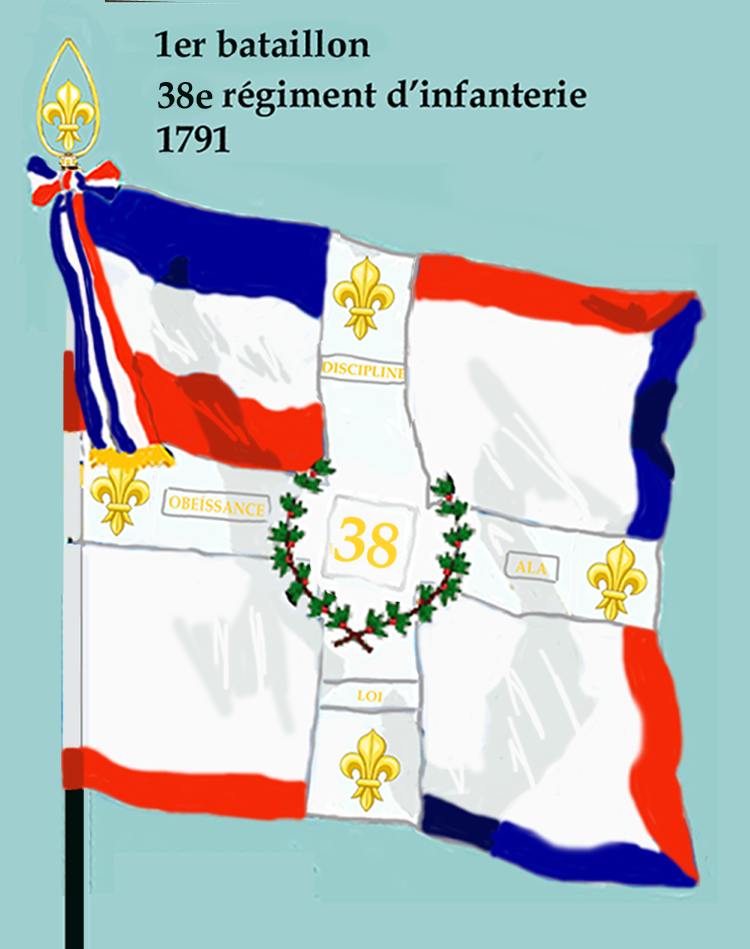
Drapeau du 1er bataillon du 38e régiment d'infanterie de ligne de 1791 à 1793
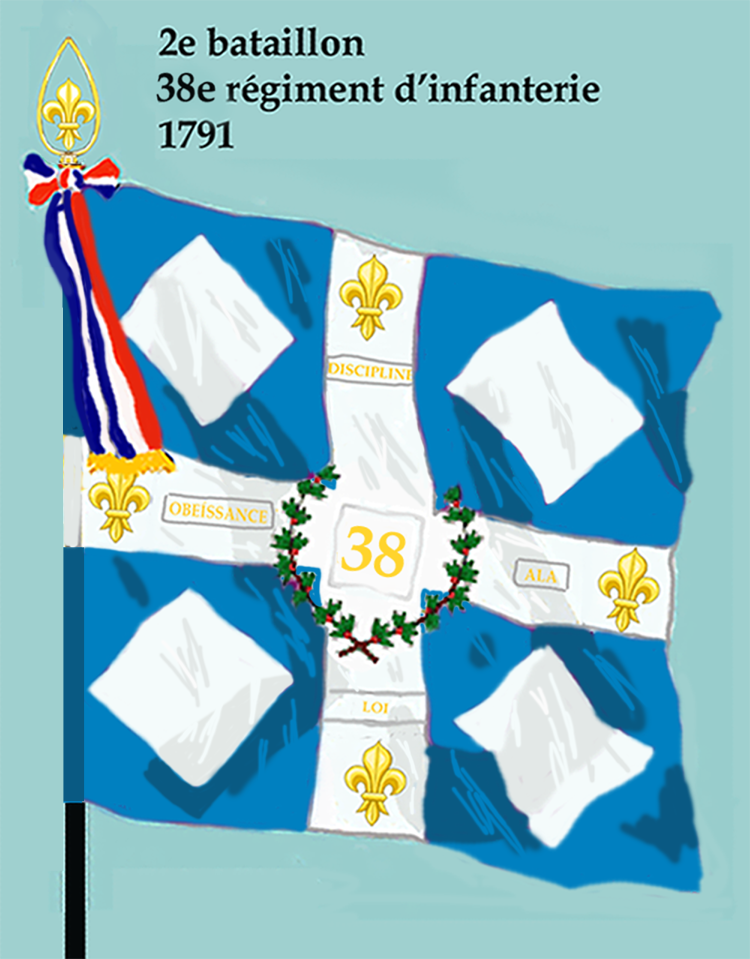
Drapeau du 2e bataillon du 38e régiment d'infanterie de ligne de 1791 à 1793

Au commencement de la guerre, en avril 1792, le 2e bataillon est dirigé sur Sedan, tandis que le 1er bataillon demeure à Belfort jusqu'au mois d'août ou il se rend alors à Besançon, et plus tard au camp de Bourgoin, où le général de Montesquiou assemble l'armée qui allait conquérir la Savoie.
1er bataillon
En 1793, le 1er bataillon passe, de l'armée des Alpes à celle des Ardennes, et fait, sous le commandement du général Jourdan, cette campagne et une partie de celle de 1794. Avec le 2e bataillon du 49e régiment d'infanterie de ligne et le 1er bataillon du 6e régiment d'infanterie de ligne il est désigné pour renforcer la garnison de Condé. Après la reddition de la place, les officiers sont dispersés, le bataillon est envoyé prisonnier à Péruwelz, et le colonel Charles Philibert de La Cour de La Gardiolle est envoyé à Presbourg, ainsi que son frère et son fils, qui servaient sous ses ordres.

Le 1er août 1794, le 1er bataillon du 38e est reconstitué à Sedan avec de nouveaux cadres, et entre dans la composition de la 2e division de l'armée de Sambre-et-Meuse, sous les ordres du général Kilmaine.

Le 6 septembre 1794, avec un effectif de 774 hommes, il passe dans l'armée de la Moselle. En novembre, durant le siège de Luxembourg, il se distingue, au combat de Blascheid.

Le 1er messidor de l'an III (19 juin 1795), le 1er bataillon du 38e régiment d'infanterie de ligne ci-devant Dauphiné est amalgamé avec le 1er bataillon de volontaires des Vosges et le 17e bataillon de volontaires de la Côte-d'Or pour former la 75e demi-brigade de première formation.
2e bataillon
Le 2e bataillon, pendant l'invasion de la Champagne, est appelé de Sedan au camp de Châlons. Après la déroute des Prussiens, il tient garnison à Givet, et il passe en 1793 en Vendée. Après la bataille de Savenay, il est dirigé, fin 1794, sur l'armée du Nord.

En 1794, le 2e bataillon du 38e régiment d'infanterie de ligne ci-devant Dauphiné est amalgamé avec le 9e bataillon des Fédérés Nationaux et le 10e bataillon de volontaires de la Seine-Inférieure  pour former la 76e demi-brigade de première formation.

### 38edemi-brigadede première formation (1794-1796)

#### Guerres de la Révolution et de l'Empire
En 1793, lors du premier amalgame la 38e demi-brigade de première formation est formée  avec les :
- 2e bataillon du 19e régiment d'infanterie (ci-devant Flandre)
- 1er bataillon de volontaires de la Somme
- 3e bataillon de volontaires de l'Aube

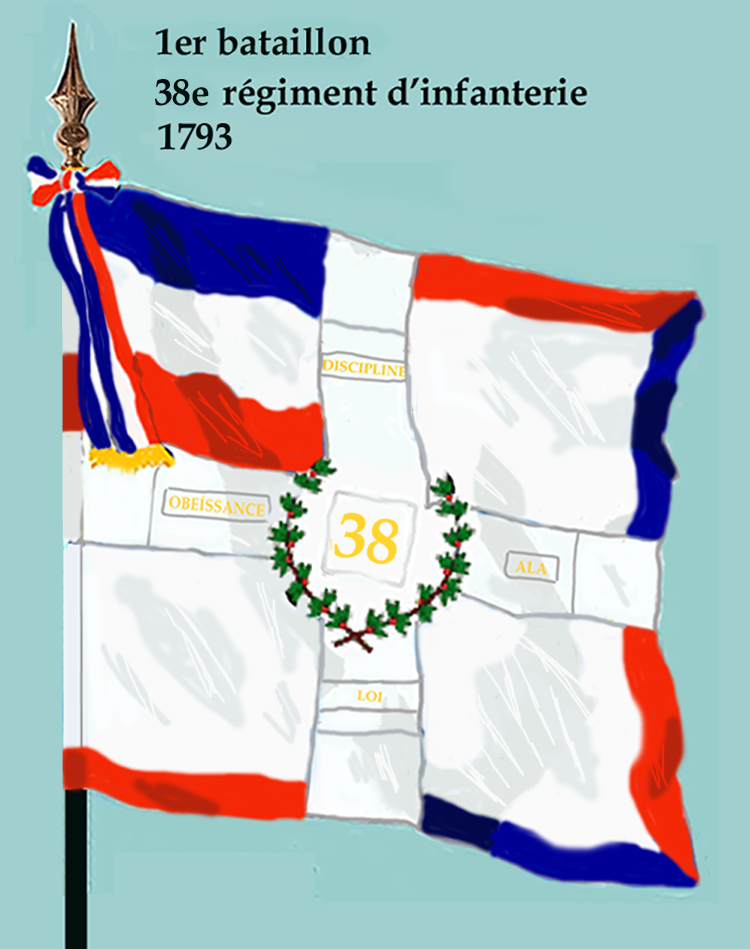
Drapeau du 1er bataillon du 38e régiment d'infanterie de ligne de 1793 à 1794
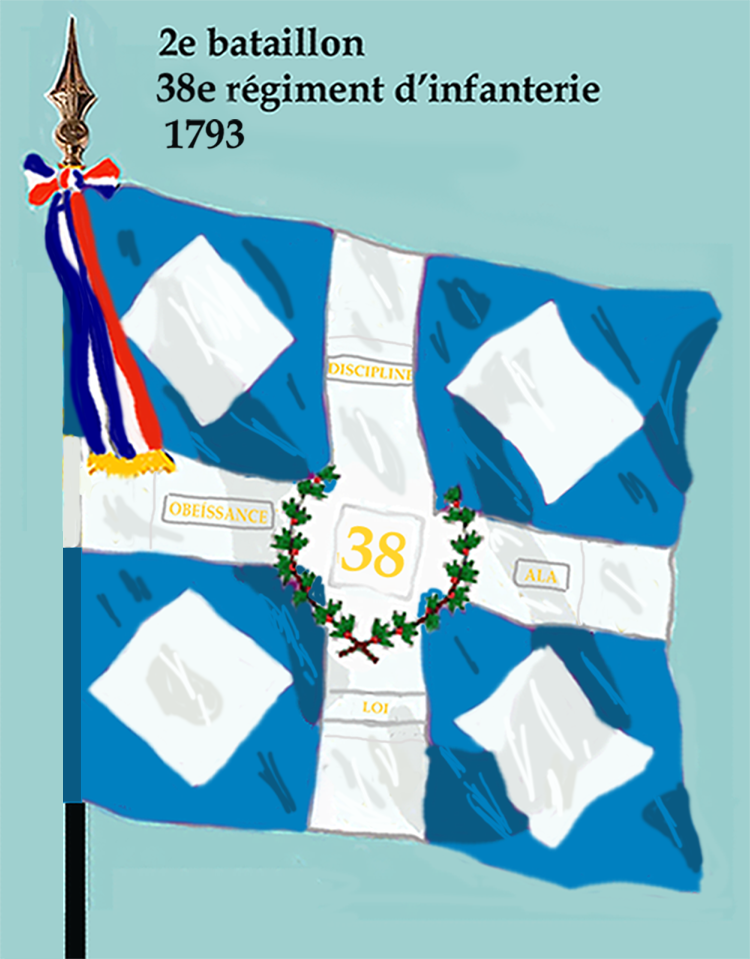
Drapeau du 2e bataillon du 38e régiment d'infanterie de ligne de 1793 à 1794

En 1794, affecté à la 4e division de l'armée du Nord, elle participe au siège de Grave.
Le 14 avril 1795, un ordre de la commission du mouvement des armées prescrivit à la 38e demi-brigade de partir de ses cantonnements pour aller à Arras avec armes et bagages et affectée à l'armée de l'intérieur. Après avoir tenu garnison à Arras, Abbeville, Amiens, Doullens, Bapaume et Péronne, les 1er et 3e bataillons sont désignés pour renforcer l'armée de Paris et envoyés au camp de Marly ou se trouvaient déjà le 3e bataillon de la 128e demi-brigade, les 2e et 3e bataillons de la 176e demi-brigade, le 7e bataillon de volontaires de l'Yonne, le 3e régiment de dragons, le 21e régiment de chasseurs à cheval, la 27e division de gendarmerie  et des détachements des 2e, 3e et 6e régiments d'artillerie sous le ordres du général Baraguey d'Hilliers.

Fin juillet, les 1er et 3e bataillons sont envoyés près de Laon, au camp du Trou-d'Enfer avec le 3e bataillon de la 128e demi-brigade, le 7e bataillon de volontaires de l'Yonne et le 2e bataillon de volontaires de l'Oise.

Le 19 septembre, quelques troubles ayant éclaté dans le département d'Eure-et-Loir, le 1er bataillon de la 38e demi-brigade et le 2e bataillon de la 144e demi-brigade sont détachés à Épernon.
Lors du second amalgame, elle est incorporée dans la 21e demi-brigade de deuxième formation.

### 38edemi-brigadede deuxième formation (1796-1803)

#### Guerres de la Révolution et de l'Empire
La 38e demi-brigade de deuxième formation est formée le 10 germinal an IV (30 mars 1796) par l'amalgame des :
- 42e demi-brigade de première formation (2e bataillon du 21e régiment d'infanterie (ci-devant Guyenne), 3e bataillon de volontaires de la Corrèze et 10e bataillon de volontaires du Bas-Rhin également appelé bataillon des Amis)
- 200e demi-brigade de première formation (2e bataillon de volontaires de Saône-et-Loire, 3e bataillon de volontaires de la Manche et 11e bataillon de volontaires de la Meurthe)

En mars 1796, la 38e demi-brigade est affectée l'armée de Rhin-et-Moselle, division Laborde avec la 3e demi-brigade et le 21e régiment de cavalerie.

Le 8 août 1796, la demi-brigade se trouve au combat de Lindau puis à la prise de Brégence.

Le 16 septembre, la demi-brigade se trouve engager au combat de Lautrach

Le 2 octobre la demi-brigade participe à la bataille de Biberach, le 4 octobre au combat de Waldshut et le lendemain au combat de Laufenbourg

Rattaché au corps Ferino il est chargé de la défense de la tête de pont d'Huningue.
Le 5 février 1797, après la reddition de la tête de pont d'Huningue, la 38e demi brigade reçoit l'ordre d'aller cantonner dans les villages autour de Colmar, puis le 21 mars elle cantonne sur la frontière Suisse, de Allschwil à Huningue.

Après le traité de Leoben, la 38e est envoyée dans le Mont-Terrible et dans le Doubs.
En 1798, rattachée à l'armée d'Helvétie elle est engagée dans l'invasion de la Suisse. Tandis que le 1er bataillon restait à Morteau, les 2e et 3e bataillons sont réunis à la 97e demi-brigade et au 17e régiment de dragons et pénètre dans les vallées de Saint-Imier et de Moutier.
Le 5 mars, la 38e demi-brigade est attaquée par les Suisses à Nidau qui sont mis en déroute
- - Siège de Condé
  - Guerre de Vendée, Bataille de Noirmoutier
- 1796
  - Armée de Rhin-et-Moselle
- Allemagne (1796-1797);
- Suisse (1798-1799);
- Rhin (1800);
- Saint-Domingue (1802);

Le 1er vendémiaire an XII (24 septembre 1803), lors de la réorganisation des corps d'infanterie, la 38e demi-brigade de deuxième formation ayant été incorporée dans le 37e régiment, le no 38 reste vacant..
La 38e demi-brigade n'étant pas constituée, son numéro reste vacant jusqu'en 1820.

La 38e demi-brigade n'étant pas constituée, son numéro reste vacant jusqu'en 1820.
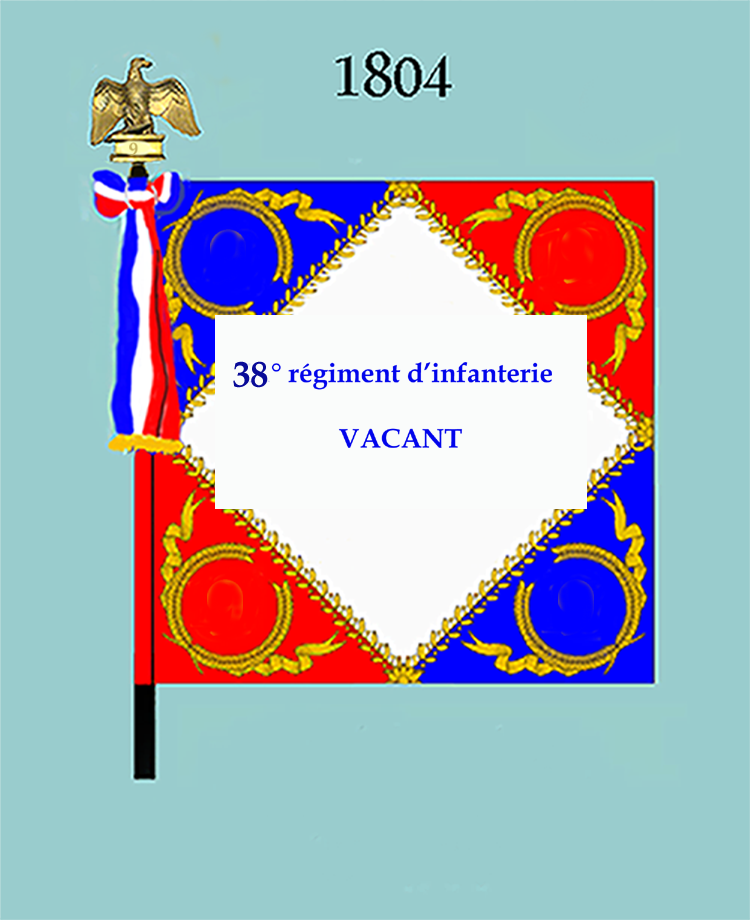
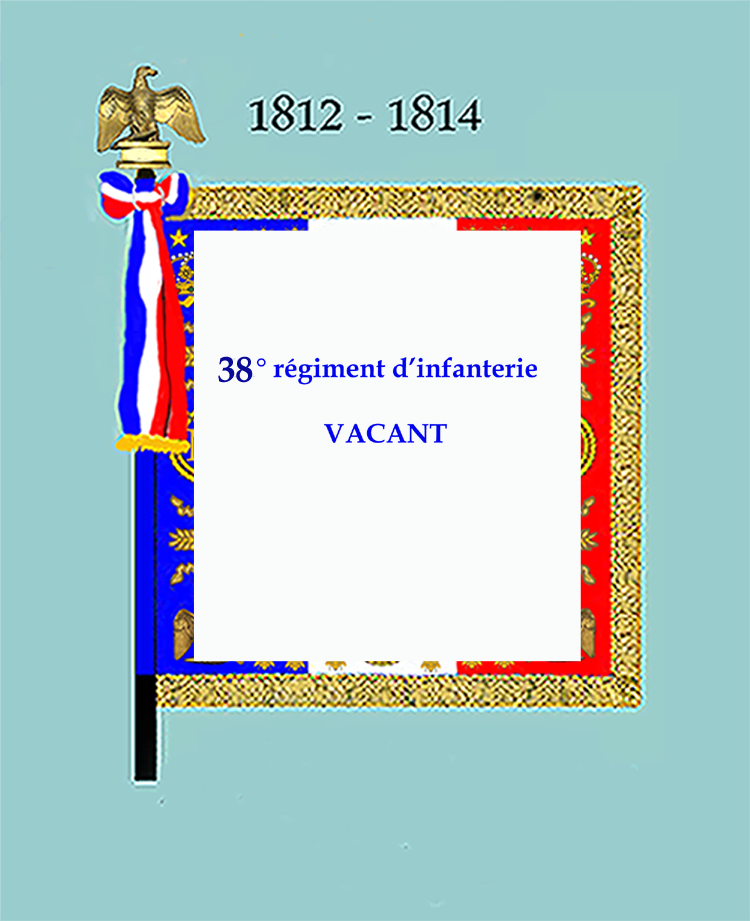
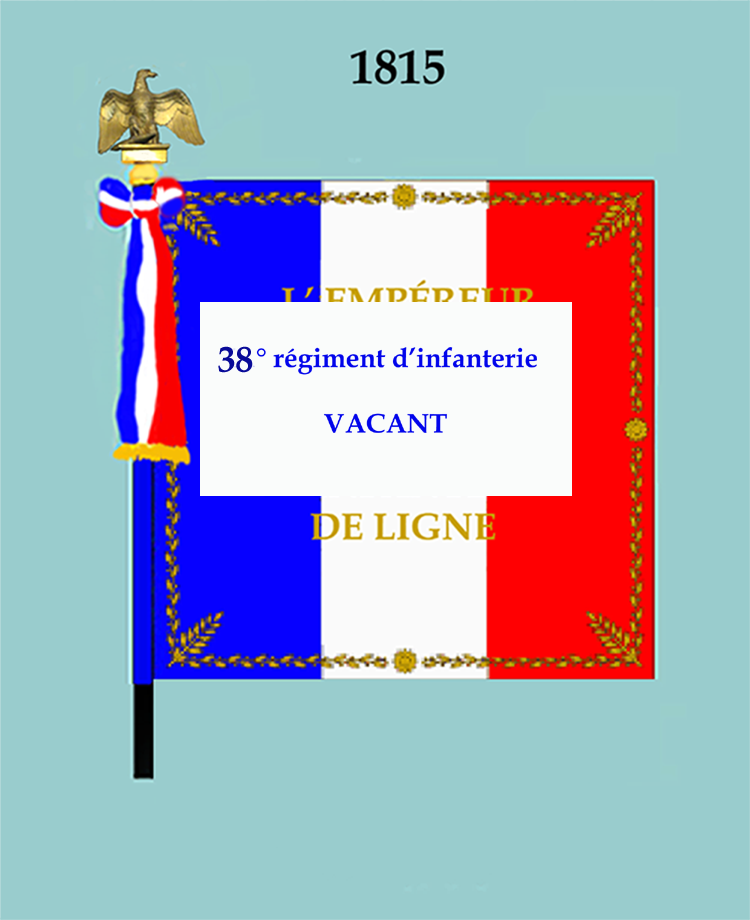

### Légion de Seine-et-Oise (1815-1820)
Par ordonnance du 11 août 1815, Louis XVIII crée les légions départementales. La Légion de Seine-et-Oise, qui deviendra le 38e régiment d'infanterie de ligne en 1820, est créée.

### 38erégiment d'infanterie de ligne(1820-1882)
En 1820 une ordonnance royale de Louis XVIII réorganise les corps de l'armée française en transformant les légions départementales régiments d'infanterie de ligne. Ainsi, le 38e régiment d'infanterie de ligne est formé, à Douai le 8 octobre 1820, avec les 3 bataillons de la légion de Seine-et-Oise.

#### 1820 à 1852
En 1823, le 38e régiment d'infanterie de ligne fait la campagne d'Espagne et se distingue, au siège de La Corogne.
Le 18 septembre 1830, une ordonnance créé le 4e bataillon et porte le régiment, complet, à 3 000 hommes.
En 1832, le régiment est à Paris et participe à la répression de l'insurrection des 5 et 6 juin.
En 1845 le régiment est envoyé en Algérie.

En 1846 et 1847, il prend part à la campagne dans le Dahra et l'Ouarsenis.

En 1849, il participe à l'expédition contre les Haadis et à la prise de Zaatcha.

En 1850, il concoure aux expéditions en Kabylie, puis en septembre, les 3 bataillons embarquent à Stora sur la frégates Vauban la corvette à roues Véloce et l'aviso à roues Chimère en direction de Toulon.

#### Second Empire
Par décret du 2 mai 1859, le 38e régiment d'infanterie fournit 1 compagnie pour former le 101e régiment d'infanterie de ligne.
Le 8 septembre 1869, les 3 bataillons du régiment sont dirigés sur Toulon où ils sont embarqués sur le transport La Marne à destination d'Alger.

#### 1870 à 1914
Lorsque survint la déclaration de guerre de 1870, le régiment avait 6 compagnies à Laghouat, 4 au Fort-Napoléon et 2 à Alger, les autres étaient réparties entre Aumale, Cherchell, Miliana, Draâ El Mizan et la Maison-Carrée. L'ordre de rentrer en France, arriva à la fin de septembre et le régiment est embarqué à Alger, du 6 au 18 octobre.
Au 15 octobre 1870, le 38e régiment d'infanterie fait partie de l'Armée de la Loire.

Avec le 4e bataillon de chasseurs de marche du commandant de Sicco, le 1er zouaves de marche du lieutenant-colonel Chaulan, les mobiles de la Nièvre du lieutenant-colonel de Bourgoing et le bataillon d'infanterie de marine du commandant Laurent, le 38e forme la 1re brigade aux ordres du général de Chabron (puis Minot). Cette 1re brigade avec la 2e brigade du général Bertrand, trois batteries de 4, une de mitrailleuses et une de montagne, une section du génie constituent la 1re division d’infanterie commandée par le général de division Martin des Pallières. Cette division d'infanterie évolue au sein du 15e corps d’armée ayant pour commandant en chef le général de division d’Aurelle de Paladines.

On trouve le régiment le 9 novembre à la bataille de Coulmiers, le 2 décembre  à la bataille de Loigny, les 3 et 4 décembre 1870 à la bataille d'Orléans. Le 6 décembre 1870, le 15e corps d'armée, avec les 18e et 20e corps, passe sous les ordres du général Bourbaki. Le 15 décembre le régiment se trouve à la bataille de Vendôme et en janvier 1871 à la bataille du Mans.

Au 28 décembre 1870, le 38e régiment d'infanterie fait partie de l’armée de l'Est (général Bourbaki).

Avec le 29e de marche du lieutenant-colonel Carré, le régiment de marche d'infanterie de marine du lieutenant-colonel Coquet, le 38e forme une brigade d'infanterie. Cette brigade avec la brigade de cavalerie du général de Boërio, trois batteries de 8, une section du génie constituent la réserve générale commandée par le général Pallu de la Barrière (capitaine de frégate) et le  1er février 1871 il se trouve au combat de La Cluse.
En juillet 1871, il fusionne avec le 38e régiment de marche.
En avril 1881, alors que le régiment se trouvait au camp de Sathonay, les 1er et 3e bataillons sont désignés pour participer à la campagne de Tunisie. Ils embarquent à Marseille le 2 mai sur les paquebots Ville d'Oran et Abd el-Kader et arrivent à Bizerte le 4 mai. Le 8 mai,  la colonne du général Bréart, dont les 2 bataillons font partie, se porte sur Djedeida, puis exécute une reconnaissance dans la direction de Zaghouan, prennent Mateur, et participent aux opérations dans la vallée de l'oued Sejenane (en).

Le 25 juin 1881, le 1er bataillon s'embarque sur le paquebot Ville de Barcelonne, débarque à Marseille d'où il rejoint le camp de Sathonay.

Le 3e bataillon resté à Bizerte, y tient garnison jusqu'au 28 septembre 1882, date à laquelle il est envoyé à El-Ayaicha, village entre Gabès et Gafsa. Un an après, le 18 septembre, il s'embarque à Gabès sur le paquebot Ville de Madrid pour rentrer en France.

### Première Guerre mondiale
Rattachements :
- 13e corps d'armée
- 25e division d'infanterie d'août 1914 à juin 1915
- 120e division d'infanterie de juin 1915 à novembre 1918
- Août : casernement Saint-Étienne, 49e BI, 25e DI, 13e corps d’armée.

#### 1914
Le 5 août 1914, le 38e RI s'embarque à la gare de Saint-Étienne-Châteaucreux et débarque aux environs d'Épinal (Vosges).
Le 14 août, il se heurte dans le village d'Ancerviller à une position solidement défendue.
La poussée ennemie, contraint le 38e a se replier sur Baccarat où il subit, le 24 et le 25 de durs combats. Les jours suivants, de nouveaux et engagements ont lieu près de Roville-aux-Chênes, de Doncières puis de Rambervillers.
Dans le cadre de la phase de la Course à la mer, le 13e corps, dont le régiment fait partie, est débarqué le 13 septembre dans la région de Creil. Le régiment est envoyé immédiatement dans la
direction du nord de Compiègne et il se trouve engagé le 16 près de L'Écouvillon puis de Machemont, près du village d'Antoval et de la cote 113, puis aux abords du Hamel et de Dreslincourt.

#### 1915
D'octobre 1914 à décembre 1915, le régiment tient ses positions sur Ribécourt, le « point S », le « point D », le « poste François », Antoval, Cambronne...
De décembre 1915 au 23 février 1916, le 38e se trouve en ligne devant Roye, dans le secteur de Grivillers-Dancourt.

#### 1916
Le régiment embarque le 23 février à Montdidier, et débarque le 25 à Givry-en-Argonne pour Verdun où il occupe le front Village d'Eix-La Fiéveterie-Ruisseau de
Tavannes-ravin du Cabaret puis en mars le village et le Fort de Vaux.
- Juillet : La Somme

#### 1917
- Juillet à novembre : Verdun

#### 1918
- Novembre : Libération de Vouziers
- 47 officiers, 850 sous-officiers, caporaux et soldats sont morts sous les plis de son drapeau de 1914 à 1918.

### Entre-deux-guerres
- Mars 1928 : Appartient à la 25e division d’infanterie motorisée

### Seconde Guerre mondiale

#### 1939
Au 27 août 1939, le 38e régiment d'infanterie de type motorisée composait avec le 92e RI et le 121e RI, le 5e GRDI), les unités de mêlées de la 25e division d’infanterie motorisée, placée sous le commandement du général Molinié, lui-même sous le commandement du général René Altmayer commandant du 5e corps d'armée.
Le 38e régiment passe tout l'hiver 1939-1940 dans la région de Brouckerque. Un insigne est également trouvé sur la commune d'Eringhem.

#### 1940
- 25 au 30 mai 1940 Poche de Lille

Le 10 mai 1940, la composition du 38e régiment d'infanterie de type motorisée est la même lorsqu'il est déployé au Nord face à l'avancée éclair des divisions blindées allemandes. Il participe alors à la défense de la poche de Lille permettant ainsi de stopper temporairement l'invasion ennemie. 
Le 28 mai 1940, en fin de matinée le lieutenant Sanglerat et ses hommes, du 38e Régiment d'Infanterie, appartenant à la 25e division d'infanterie motorisée du général Molinié, fait prisonnier le général allemand Fritz Kühne commandant la 253e Infanterie division et s'emparent de l'ordre d'attaque prescrit par le général Waeger chargé de réduire la poche autour de Lille.
Le plan allemand prévoit :
Les trois Panzer Divisionnen (4e, 5e et 7e) attaqueront le front ouest, la 7e division le nord, la 253e le nord-est, la 217e le sud-est et la 267e division le sud.
Sur ordre du général commandant la division, le drapeau du 38e RI est brulé le 29 mai 1940 afin qu'il ne soit pas pris.
Le 31 mai, après de violents combats, les survivants du régiment de Saint-Étienne se rendent, après épuisement total de leurs munitions.
La résistance opposée par les hommes du 38e régiment d'infanterie de type motorisée a été une des composantes majeures[réf. nécessaire] du ré-embarquement de milliers de soldats britanniques à Dunkerque.

#### 1945
- - Réduction de la poche du Médoc (Soulac)

### 1945 à nos jours
- Après l'armistice de 1945 le 38e RI est dissous.
- Un bataillon portant l'insigne (pucelle) du 38e BI sera reformé le 22 mai 1948, au cours d'une prise d'armes devant l'Hôtel de Ville, mais il sera à nouveau dissous quelques mois plus tard. En fin le 38e RI tiendra de nouveau à Saint-Étienne à la caserne Grouchy d'août 1963 à août 1966, là il sera dissous. Seul régiment de la ville, il restera dans la mémoire de nombreux Stéphanois et Ligériens. Le 38e régiment d'infanterie divisionnaire rattaché à la 51e division militaire territoriale de Lyon, sera remis sur pied au quartier Grouchy à Saint-Étienne par le Centre mobilisateur 38, le 1er janvier 1979[11].

## Drapeau
Il porte, cousues en lettres d'or dans ses plis, les inscriptions suivantes :

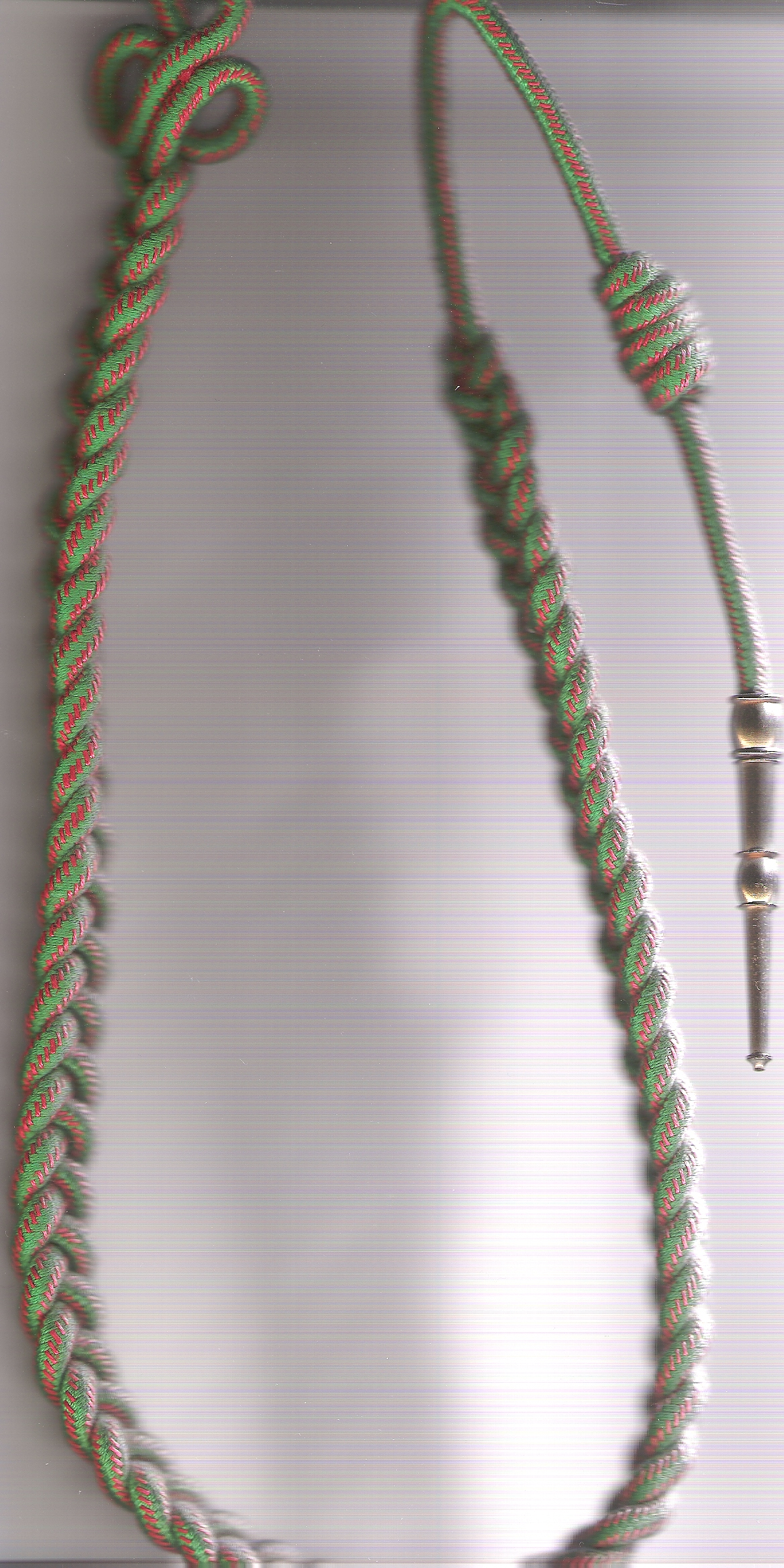
Fourragère aux couleurs du ruban de la croix de guerre 1914-1918 sans l'olive aux couleurs du ruban de la croix de guerre 1939-1945.

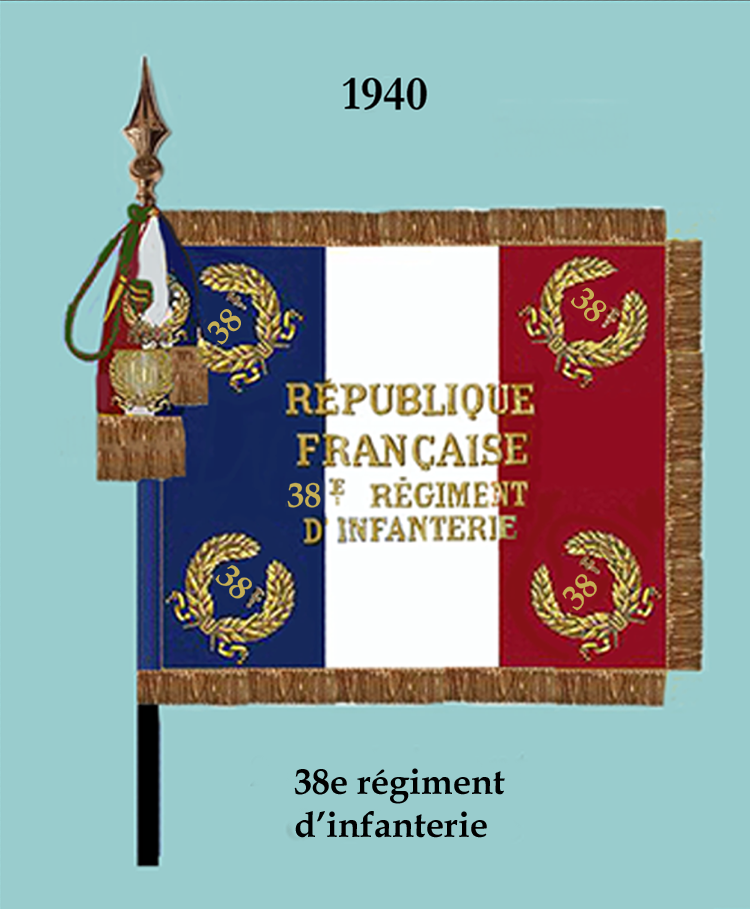
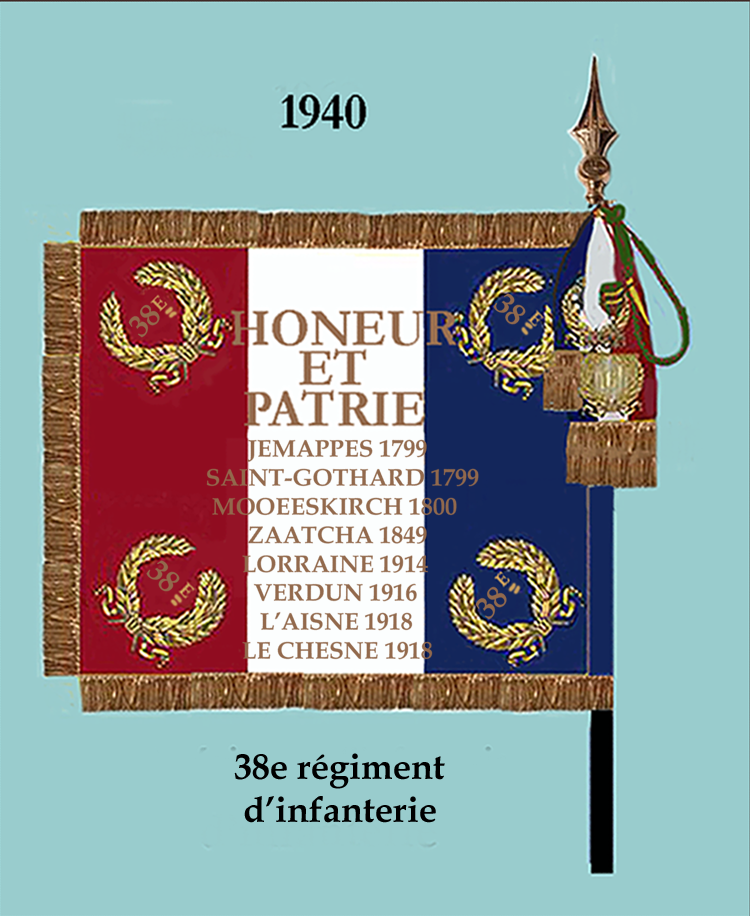

- Jemmapes 1792
- Saint-Gothard 1799
- Moesskirch 1800
- Zaatcha 1849
- Lorraine 1914
- Verdun 1916
- l'Aisne 1918
- Le Chesne 1918

## devise
« Ah quel métier de pivoter pour avancer »

## décorations du régiment
La cravate de son drapeau est décorée de :
La Croix de guerre 1914-1918 avec trois palmes, une étoile vermeil, une étoile argent (trois citations à l'ordre de l'armée et une à l'ordre du corps d'armée puis une citation à l'ordre de la division).
De la Croix de guerre 1939-1945 avec une étoile argent (une citation à l'ordre de la division).
Le régiment porte la Fourragère aux couleurs du ruban de la Croix de guerre 1914-1918.

## Refrain du38eRI
- C'est le brave trente-huit, beau régiment de France, Qui marche au premier rang pour défendre l'honneur, Joyeux de t'obéir, fiers de notre vaillance Nous te saluons tous, O beau drapeau vainqueur.

## Personnalités ayant servi au sein du régiment
- Colonel François Auguste Logerot (1825-1913), général et ministre de la Guerre[13].
- René-Gustave Nobécourt (1897-1989), journaliste et historien.
- Lieutenant Jean Chalvidan (1912-1944), résistant.